# Mandchou
Cette page contient des caractères spéciaux ou non latins. S’ils s’affichent mal (▯, ?, etc.), consultez la page d’aide Unicode.
Cet article concerne la langue mandchoue. Pour le peuple mandchou, voir Mandchous.
Le mandchou est une langue de la famille des langues toungouses, parlée historiquement en Mandchourie et en Chine, aujourd'hui presque éteinte. Selon l'UNESCO il n'y aurait plus que 10 locuteurs natifs en 2010. Elle a eu une grande importance historique puisqu'elle a été une langue officielle de la dynastie mandchoue (dynastie Qing) qui régnait en Chine. Une langue proche est parlée par les Xibe ou Xibo, une population non-mandchoue descendante des shiwei (en), déplacée par un empereur Qing.

## Situation actuelle
La langue mandchoue est presque éteinte avec 10 locuteurs en 2010, sur une population de 10 410 585 Mandchous.

## Grammaire
La langue mandchoue ne connaît ni l'article défini, ni genres grammaticaux ; mais elle dispose de signes pour distinguer les nombres, et désigne les cas à l'aide de particules affixes ou isolées. La conjugaison, très simple, rappelle celle du mongol. Dans les verbes, l'impératif est le thème ou radical à l'état pur : des affixes syllabiques, placés à la suite de ce thème, servent à marquer les temps, les modes et les voix. Il y a des voix active, passive négative, réciproque, inchoative, fréquentative, etc. Au lieu de prépositions, le mandchou a des postpositions ou désinences. Dans la construction de la phrase, l'ordre est le même que dans les autres  langues flexionnelles (à déclinaisons) comme le latin ou le hongrois : le sujet de la proposition s'exprime en premier lieu, l'adjectif précède le substantif, le complément direct ne vient qu'après le complément indirect, et le verbe termine la phrase. Cet ordre est rigoureusement suivi.

## Les verbes
Conjugaison du verbe khôachme nourrir. (ch=sh)
Présent : khôachambi : je nourris, tu nourris, il nourrit, nous nourrissons etc. 
Imparfait : khôachambikhe : je nourrissois etc. ( se forme en ajoutant -khe au présent). 
Prétérit indéfini : khôachakha : j'ai nourri etc. 
Prétérit défini : khôachakhabi : j'ai nourri etc. ( se forme par la finale -bi ajoutée au prétérit indéfini). 
Futur : khôachara : je nourrirai etc. 
Conditionnel : khôachatchi : si je nourrissais , que je nourisse etc. (se forme par la terminaison tchi jointe à la racine du verbe). 
Conjonctif I : khôachatchibe : quoique je nourrisse etc. ( se forme en ajoutant be au conditionnel ).
Conjonctif II : khôachambime : quoique je nourrisse etc. (se forme en ajoutant la syllabe meauprésent). 
Impératif: khôacha : nourris, nourrissez. (on retire le -me de l'infinitif)
Optatif: khôachaki : que je nourrisse ou je veux nourrir
______khôachakini : qu'il nourrisse (la finale kini est jointe à la racine du verbe). 
Adjectifs verbaux : khôachakhangge : ayant nourri, nourri; khôacharangge : nourrissant (se forme en ajoutant -ngge au prétérit ou au futur). 
Participe : khôachafi : nourrissant , ayant nourri(il est formé par la finale fi jointe à la racine du verbe).
autre verbe : geneme (aller), satchiboume (couper), ilime (être debout)...
source : https://upload.wikimedia.org/wikipedia/commons/7/73/%C3%89l%C3%A9mens_de_la_grammaire_mandchoue_%28IA_lmensdelagrammai00gabe%29.pdf page 63
il y a aussi plusieurs terminaisons en fonction de certains temps (par exemple au Prétérit indéfini il y a -khe, -kha, -kho; ça s'accorde avec certaines troisièmes voyelles, c'est aussi le cas pour le futur, ...)

## Écriture
Les Mandchous ne possédèrent pas d'écriture jusqu'au XVIIe siècle et, par conséquent, pas de livres. Un savant mandchou Takhai, composa, par ordre de l'empereur Huang-Taiji, une écriture imitée de celle des Mongols, et dont les groupes syllabiques, très nombreux, se réduisent à un alphabet mandchou de 24 caractères primitifs, dont 6 voyelles et 18 consonnes. C'est dans cette écriture que l'on a traduit en mandchou la plupart des livres chinois.

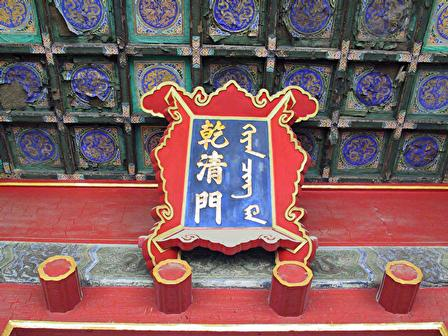
Inscription bilingue en écritures han (à gauche) et mandchoue (à droite) dans la Cité interdite de Pékin.
Sceau du roi Ryūkyū, la partie de gauche est en mandchou sigillaire : ᠯᡳᡠ ᡴᡳᡠ ᡤᡠᡵᡠᠨ ‍ᡳ ᠸᠠᠩ ᠨᡳ ᡩᠣᡵᠣᠨ (Lio Kio Gurun I Wang Ni Doron) et de droite en caractères chinois sigillaire 琉球國王之印.
Sceau du roi Ryūkyū, la partie de gauche est en mandchou classique et de droite en caractères chinois sigillaire.

### Dictionnaires et grammaires
- (zh) 胡增益, 新满汉大词典, 新疆人民出版社,‎ 1994, 1016 p. (ISBN 978-7-228-02404-9) (grand dictionnaire mandchou-hanyu)
- (zh) 爱新觉罗, 乌拉熙春, 满语语法, 内蒙古人民出版社,‎ 1983, 538 p. (grammaire du mandchou, 统一书号 (tongyi shuhao, ISBN chinois) : 7089-148)
- (zh) 高娃, 满语蒙古语比较研究, 民族大学,‎ 2005, 393 p. (ISBN 978-7-81056-989-7) (étude comparée du mandchou et du mongol)
- Hans Conon von der Gabelentz, Éléments de la grammaire mandchoue, ALTENBOURG, Comptoir de la littérature, 1832 (lire en ligne), p. 156 (Oxford University)
- Hans Conon von der Gabelentz, Éléments de la Grammaire Mandchoue : Mit 6 Tabellen, ALTENBOURG, Compt. de la littérature, 1832 (lire en ligne), p. 156 (the Bavarian State Library)
- H. Conon de la Gabelentz, Éléments de la grammaire mandchoue, ALTENBOURG, Comptoir de la Littérature, 1832 (lire en ligne) (Ghent University)
- Julius von Klaproth, Chrestomathie mandchou; ou, Recueil de textes mandchou, destiné aux personnes qui veulent s'occuper de l'étude de cette langue, Imprimerie royale, 1828 (lire en ligne), p. 273 ()
- Julius von Klaproth, Christomathie mandchou, ou recueil de textes mandchou, destiné aux personnes qui veulent s'occuper de l'étude de cette langue, imprimerie royale, 1828 (lire en ligne) (Ghent University)
- Heinrich Julius Klaproth, Chrestomathie Mandchou, Impr. Roy., 1828 (lire en ligne) (the Bavarian State Library)
- Lucien Adam, Grammaire de la langue mandchou, PARIS MAISONNEUVE ET Cie, LIBRAIRES-ÉDITEURS 15, QUAI VOLTAIRE, 15, Maisonneuve et cie, 1873 (lire en ligne), p. 137 (Harvard University) (Paris | Maisonneuve et C[ompagn]ie, Libraires- Éditeurs | 15, quai Voltaire, 15 | ——— | 1862. Paris: Maisonneuve et Compagnie)
- Lucien Adam, Grammaire de la langue mandchou, PARIS MAISONNEUVE ET Cie, LIBRAIRES-ÉDITEURS 15, QUAI VOLTAIRE, 15, Maisonneuve et cie, 1873 (lire en ligne), p. 137 (Harvard University) (Paris | Maisonneuve et C[ompagn]ie, Libraires- Éditeurs | 15, quai Voltaire, 15 | ——— | 1862. Paris: Maisonneuve et Compagnie)
- Lucien Adam, Grammaire de la langue mandchou, Paris, Maisonneuve et cie, 1873 (lire en ligne), p. 137 (the University of Michigan)
- Joseph Marie Amiot, Dictionnaire tartare-mantchou françois, Volume 1, A PARIS, IMPRIMÉ PART FR. AMBR. DIDOT L'AINE, avec les caractères gravés par FIRMIN DIDOT son 2d fils., Louis Langlès, 1789, Imprimé par F. A. Didot l'ainé éd. (lire en ligne), p. 813 (Columbia University)